# Reinhard-Priessnitz-Preis
O Reinhard-Priessnitz-Preis (Prémio de Reinhard Priessnitz) é um prémio austríaco distribuído anualmente pelo governo austríaco. O prémio existe desde 1994.

## Laureados
- 2020 Elias Hirschl
- 2019 Barbi Marković
- 2018 Antonio Fian
- 2017 Hanno Millesi
- 2016 Sandra Gugić
- 2015 Anna-Elisabeth Mayer
- 2014 Robert Prosser
- 2013 Anna Weidenholzer
- 2012 Judith Nika Pfeifer
- 2011 Richard Obermay
- 2010 Andrea Winkler
- 2009 Michael Hammerschmid
- 2008 Angelika Reitzer
- 2007 Ann Cotten
- 2006 Thomas Ballhausen
- 2005 Gerhild Steinbuch
- 2004 Xaver Bayer
- 2003 Olga Flor
- 2002 Birgit Müller-Wieland
- 2001 Christoph W. Bauer
- 2000 Heinz D. Heisl
- 1999 Barbara Hundegger
- 1997 Lotte Podgornik
- 1998 Sabine Gruber
- 1996 Hans Jörg Zauner
- 1995 Kathrin Röggla
- 1994 Margret Kreidl